# عمر حجو
عمر حجو (31 مارس 1931م -	4 مارس 2015م)، ممثل سوري. ولد في حلب سوريا، وهو من مؤسسي نقابة الفنانين السوريين صاحب العضوية رقم (2) ، وهو والد المخرج الليث حجو.
يعتبر عمر حجو قامة فنية وتربوية وثقافية، فهو من مؤسسي الحركة الفنية السورية ابتداء من مسرح حلب ومسرح الشعب إلى تأسيس نقابة الفنانين والمسرح الإيمائي بسورية ومسرح الشوك مع دريد لحام إضافة إلى أنه شغل منصب أمين سر ورئيس مكتب الاستثمار في نقابة الفنانين لسنوات طويلة.

## سيرته المهنية

أعضاء فرقة مسرح الشوك عام 1969 الذي أسسه عمر حجو. الوقوف من اليمين: نهاد قلعي، هدى شعراوي، إنعام الصالح، ثراء دبسي، عمر حجو، سليم صبري، أحمد قنوع. الجلوس: أحمد مسالخي، دريد لحام، مظهر الحكيم، نبيل خُزام، طلحت حمدي.

كانت بداياته الفنية عبر أعمال مسرحية شارك فيها على مسارح حلب وشكّل أول فرقة مسرحية خاصة فيه بعد العدوان الثلاثي على مصر في عام 1956م مع الفنان عبد المنعم أسبر حملت اسم ”الفنون الشعبية” وقدمت مجموعة من المسرحيات الجادة مثل الاستعمار في العصفورية ومبدأ آيزنهاور وكان أول من أدخل مسرح البانتونيم “التمثيل الإيحائي” للوطن العربي حيث قدم مسرحية النصر للشعوب عام 1959م على مدرج جامعة القاهرة أمام أعضاء المؤتمر الآسيوي الأفريقي كما ساهم الراحل حجو بتأسيس المسرح القومي والتلفزيون السوري في ستينيات القرن الماضي حتى استهدى بعد سنوات من التجريب إلى تجربة مسرح الشوك قبل أن يقدم عرضه الأول “مرايا” على خشبة مسرح المركز الثقافي السوفييتي في دمشق عام 1969م تلته عروض عديدة حققت نجاحا محليا وعربيا شارك فيها فنانون سوريون كبار أمثال دريد لحام ونهاد قلعي ورفيق سبيعي وزياد مولوي وآخرون.
كما شارك حجو في المسرحيات التي قدمها دريد لحام ومحمد الماغوط بدءاً من ضيعة تشرين ولكن المساهمة المسرحية الأخرى المهمة في مسيرة عمر حجو تأسيسه للمسرح الجوال بالتعاون مع المسرحي الراحل سعد الله ونوس والمخرج علاء الدين كوكش.

## أعماله

### في المسرح
- كاسك يا وطن
- غربة
- ضيعة تشرين
- صانع المطر
- شقائق النعمان

### في السينما
- كفرون
- الحدود
- حب وكارا تيه
- اللص الظريف
- الثعلب
- غرام المهرج (تأليف)
- التقرير

### في التلفزيون
- وادي المسك (1982م)
- الدغري (1992)
- خان الحرير (1996)
- الثريا (1998)
- تلك الأيام (1999)
- حي المزار (1999)
- سيرة آل الجلالي (م2000)
- الرجل سين (2001)
- بقعة ضوء (2001)
- مبروك (2001)
- قلة ذوق وكثرة غلبة (2002)
- قانون ولكن (2003)
- أنا وعمتي أمينة (2003)
- أهل الغرام 1 (2006)
- الانتظار (2006)
- أحقاد خفية (2006)
- الهاربة  (2007)
- كوم الحجر (2007)
- حارة عالهوا (2008)
- أهل الغرام 2(2008)
- وجه العدالة (2008)
- باب المقام (2008)
- صدق وعده (2009)
- قلبي معكم  (2009)
- هي دنيتنا (2010)
- الخربة (2011)
- بيت عامر (2012)
- سنعود بعد قليل (2013)
- البيوت أسرار (2002)
- صراع الزمن (2002)
- البقعة السوداء 2010

## وفاته
أعلن صباح يوم الأربعاء 4 آذار 2015م أن الفنان السوري عمر حجو قد فارق الحياة إثر نوبة قلبية، وكان حجّو قد خضع لعمليّة ديسك قبل عدة أيام من وفاته، ما جعل الشائعات تتكاثف وتنتشر حول مفارقته للحياة قبل وفاته سيّما وأنه متقدم في السّن..
شيع الفنان بعد ظهر نفس اليوم من مشفى الرازي بدمشق، حيث صلي على جثمانه في مسجد لالا باشا ووري الثرى في مقبرة باب الصغير بدمشق بحضور فني وإعلامي كبير.

## روابط خارجية
- عمر حجو على موقع قاعدة بيانات الأفلام العربية